# Carlos Galván
Carlos Alberto Galván (Pontevedra, 28 ottobre 1973) è un ex calciatore argentino, di ruolo difensore.

## Caratteristiche tecniche
Nasce come difensore centrale, ma è stato col tempo impiegato in tutti i ruoli difensivi e qualche volta come regista arretrato di centrocampo.

## Carriera

### Club
Inizia la sua carriera da professionista nel 1992 nella squadra argentina del Racing Club.

## Palmarès

### Club

#### Competizioni nazionali
- Campionato peruviano: 1

Universitario de Deportes: 2009